# Остров у Мацохи
Остров у Мацохи (чеш. Ostrov u Macochy) је насељено мјесто са административним статусом варошице (чеш. městys) у округу Бланско, у Јужноморавском крају, Чешка Република.

## Становништво
Према подацима о броју становника из 2014. године насеље је имало 1.128 становника.